# Мартинес Монтаньес, Хуан
Хуа́н Марти́нес Монтанье́с (исп. Juan Martínez Montañés; 16 марта 1568, Алькала-ла-Реаль — 18 июня 1649, Севилья) — испанский скульптор и архитектор, основатель севильской скульптурной школы и один из самых известных скульпторов испанского Ренессанса. Монтаньес считается признанным мастером религиозных скульптур, портретных монументов и деревянных алтарей: ретабло, состоящих из отдельных скульптурных композиций. За искусство создания деревянных скульптур получил прозвание «Бог дерева» (Dios de la madera), а за другие произведения: «Андалузский Лисипп» (Lisipo andaluz).

## Биография

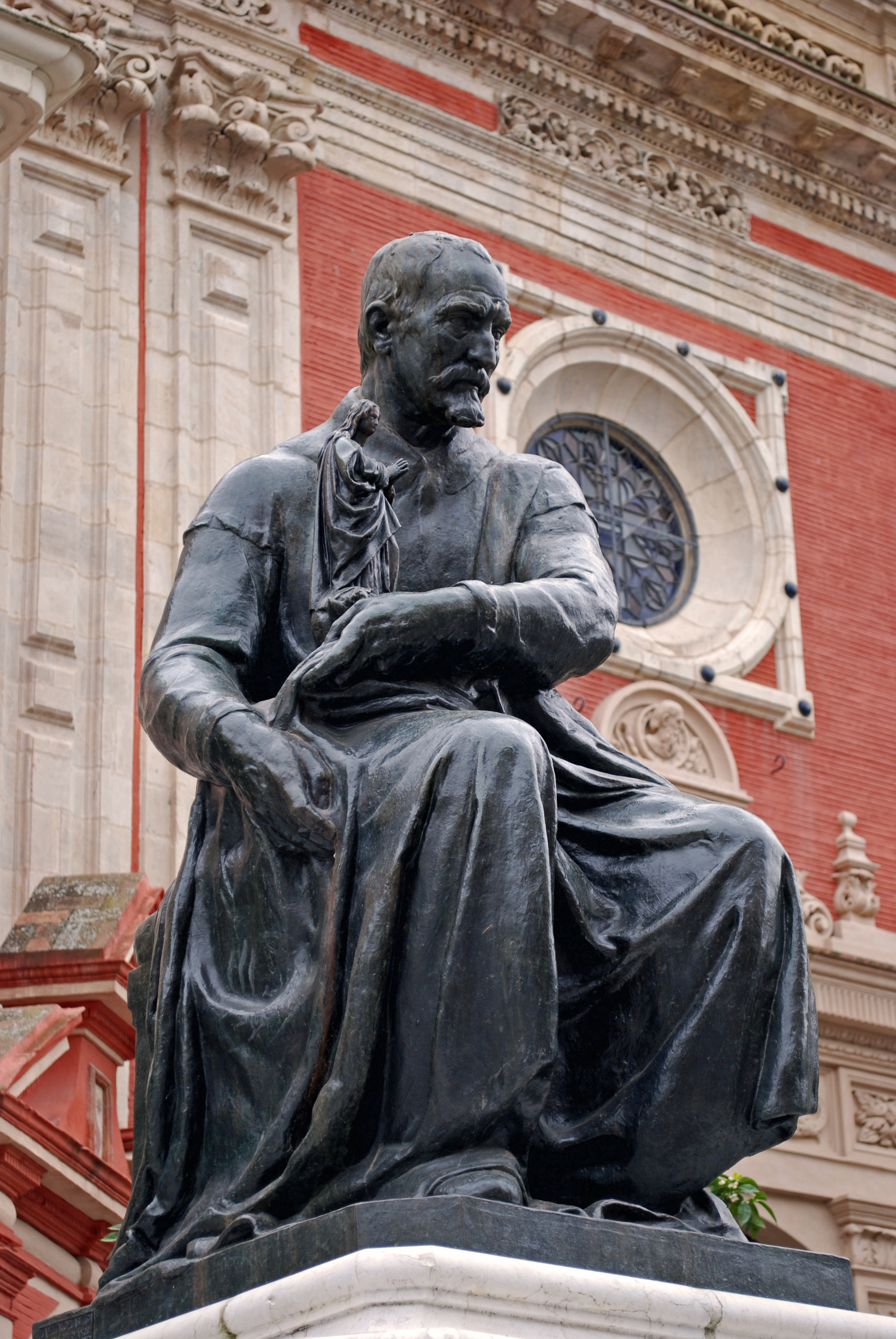
Памятник Мартинесу Монтаньесу в Севилье. 1924

Мартинес Монтаньес родился в Алькала-ла-Реале (Андалусия). Его родителями были Хуан Мартинес, вышивальщик, известный под прозванием «Монтаньес», и Марта Гонсалес. У супругов было шестеро детей, из которых Хуан был единственным мальчиком.
В 1579 году он переехал с семьей в Гранаду, где в возрасте около двенадцати лет начал обучение лепке и резьбе по дереву в мастерской своего соотечественника Пабло де Рохаса, которого на протяжении всей своей жизни он признавал своим учителем. Завершал образование в Севилье, где он поселился в 1582 году и остался на всю жизнь. Большое влияние на Монтаньеса оказало общение с выдающимся живописцем, теоретиком искусства и поэтом Франсиско Пачеко, учителем Диего Веласкеса.
В июне 1587 года скульптор женился в приходской церкви Сан-Висенте Ане де Вильегас на дочери ассемблера Хуана Искьердо. От этого брака родилось пятеро детей. Его жена Ана умерла там в 1613 году. 28 апреля 1614 года Монтаньес снова женился на Каталине де Сальседо-и-Сандовал.
В 1629 году он заболел и был вынужден пролежать пять месяцев в постели, что помешало ему работать над алтарём и образами в капелле Непорочного Зачатия, а также втянуло его в судебный процесс за просрочку и нарушение договора. В 1635 году он отправился в Мадрид, где его наняли вылепить из глины бюст короля Филиппа IV для сада дворца Буэн-Ретиро, который вместе с конным живописным портретом Веласкеса должен был послужить моделью для конной статуи, которую собирался изготовить итальянец Пьетро Такка. Успех, которого он добился с этим бюстом, был очень важен, и с тех пор он стал известен как «Андалузский Лисипп», прозвание, данное ему поэтом Габриэлем де Бокангелем-и-Унсуэтой в сонете, посвящённом скульптору.
В Севилье быстро достиг популярности и стал главой севильской скульптурной школы. Имел обширную мастерскую и множество учеников и последователей.
Друг Монтаньеса, Диего Веласкес, создал портрет скульптора во время работы над этим бюстом (портрет находится в коллекции музея Прадо).
Хуан Мартинес Монтаньес скончался в Севилье в возрасте восьмидесяти одного года, став жертвой эпидемии чумы 1649 года, опустошившей Севилью.

## Творчество
Многие церковные скульптуры Монтаньеса выполнены из дерева, покрыты позолотой и раскрашены. В работах Монтаньеса экспрессия, традиционная для испанской народной деревянной скульптуры, сочетается с рациональной академической пластикой. Скульптор избегал передавать мимику, резкие движения, физические страдания, чем иногда злоупотребляли кастильские мастера, и сосредотачивал своё внимание на внутренней духовной характеристике образов. Статуи Монтаньеса отличаются детальной проработкой формы человеческого тела; для портретных изображений современников характерно его желание максимально точно передать облик человека. Так, например, для создания статуи святого Игнатия Лойолы он использовал его посмертную маску).

## Галерея

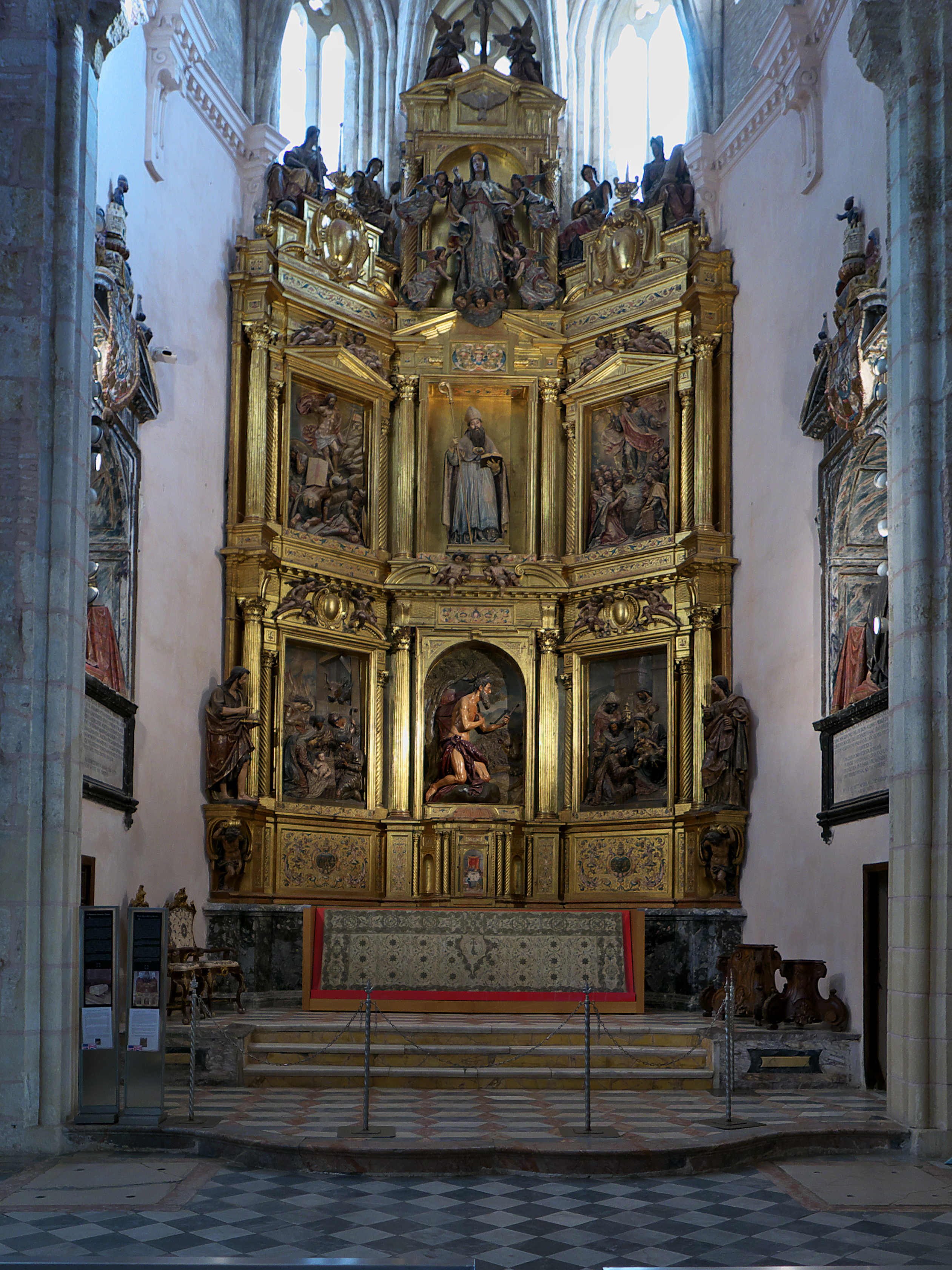
Большое ретабло монастыря Сан-Исидоро-дель-Кампо. 1609—1612. Дерево, роспись, золочение. Сантипонсе, Андалусия
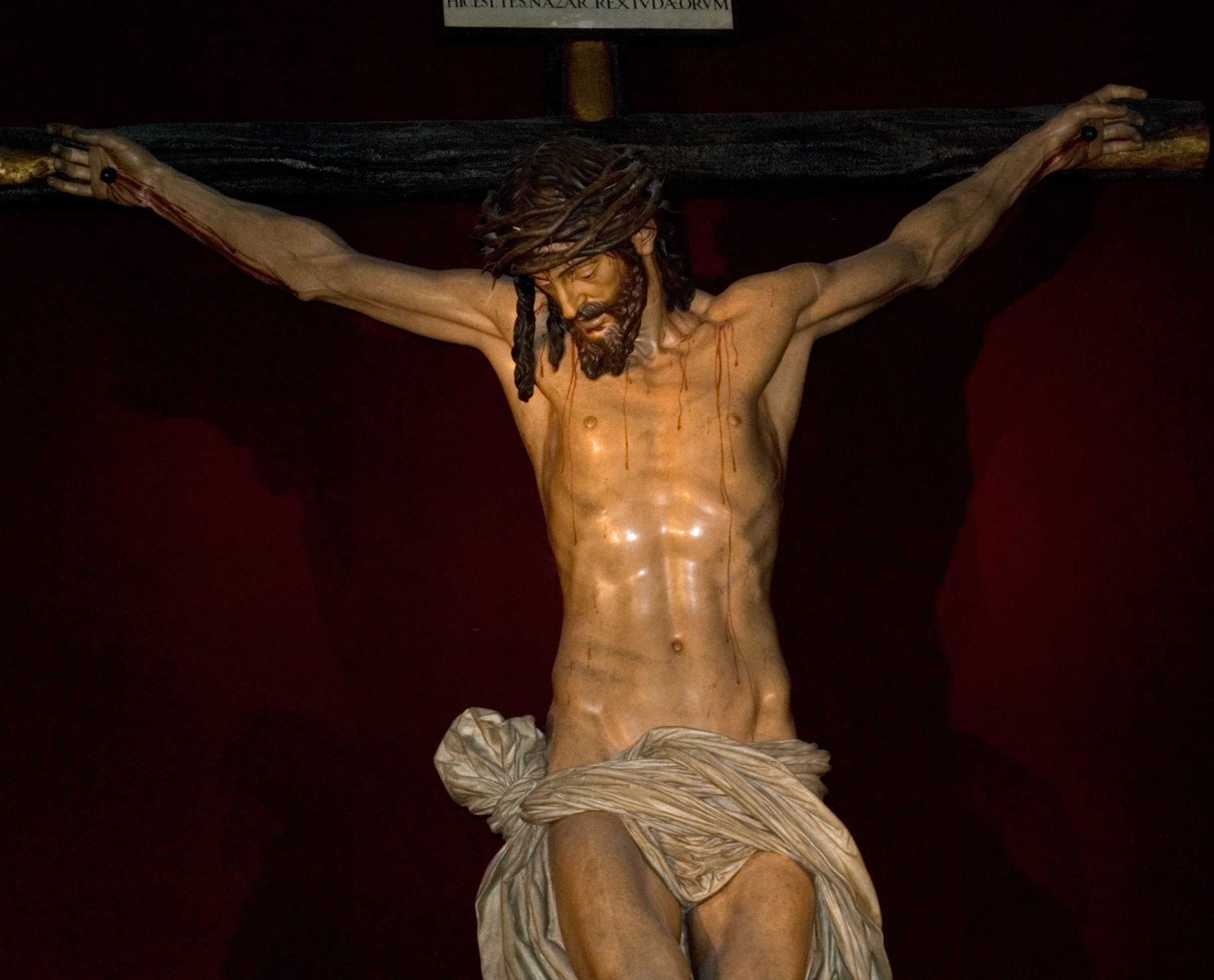
Христос Милосердия. Деталь. 1603. Дерево, роспись. Сакристия. Кафедральный собор, Севилья
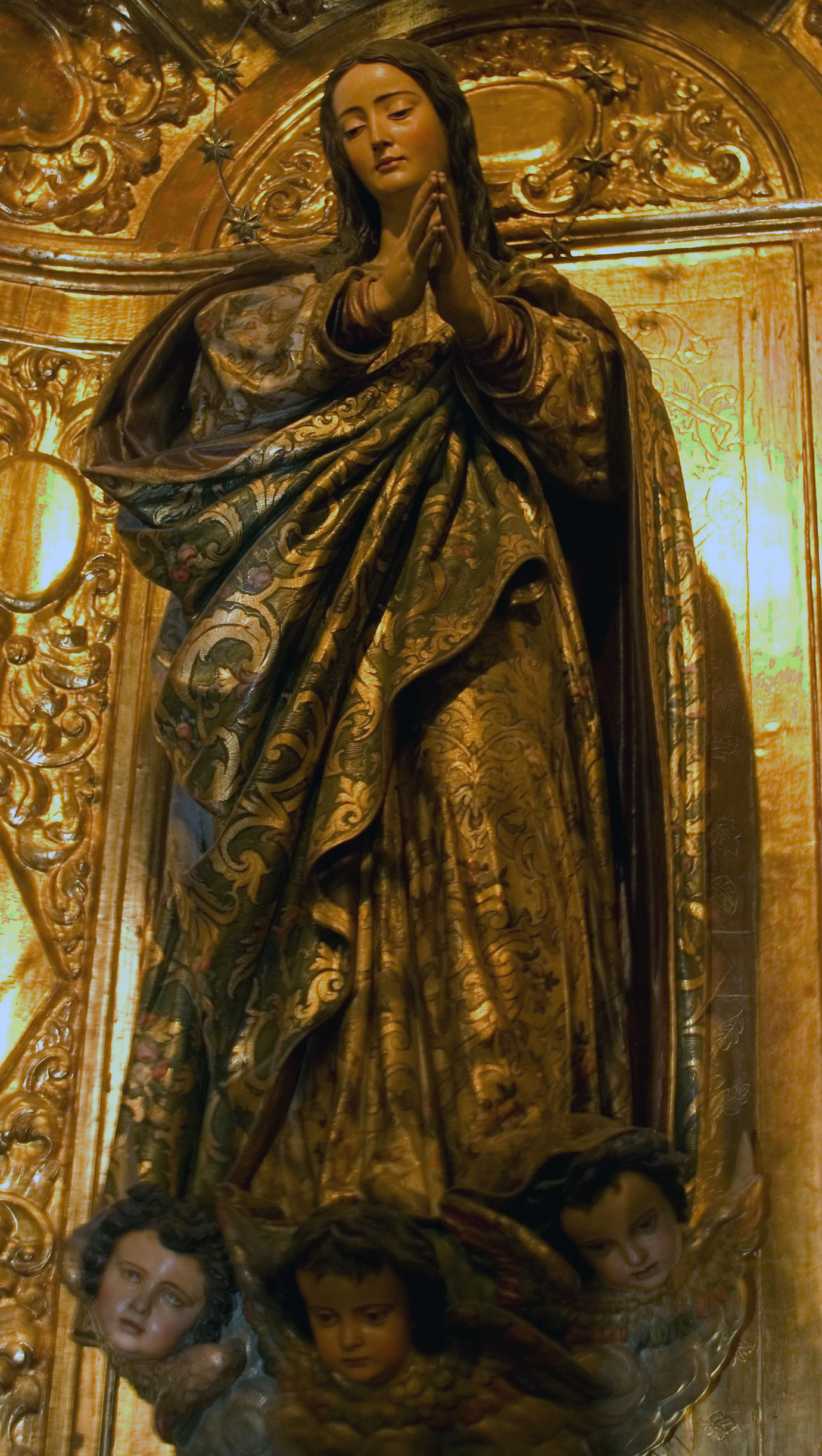
Мадонна Иммакулата (Непорочного зачатия). 1629—1631. Дерево, роспись, золочение. Кафедральный собор, Севилья
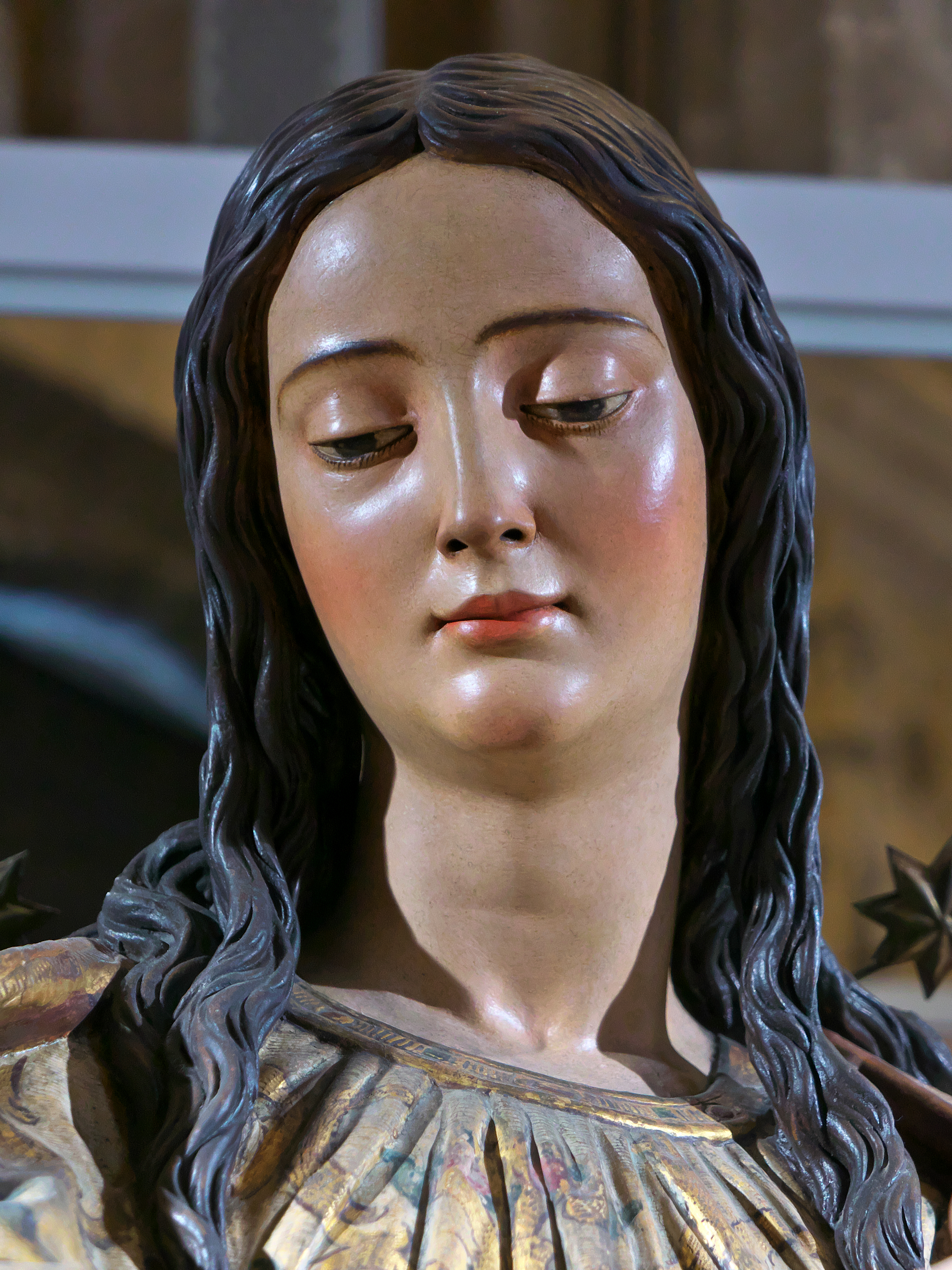
Мадонна Иммакулата. Деталь
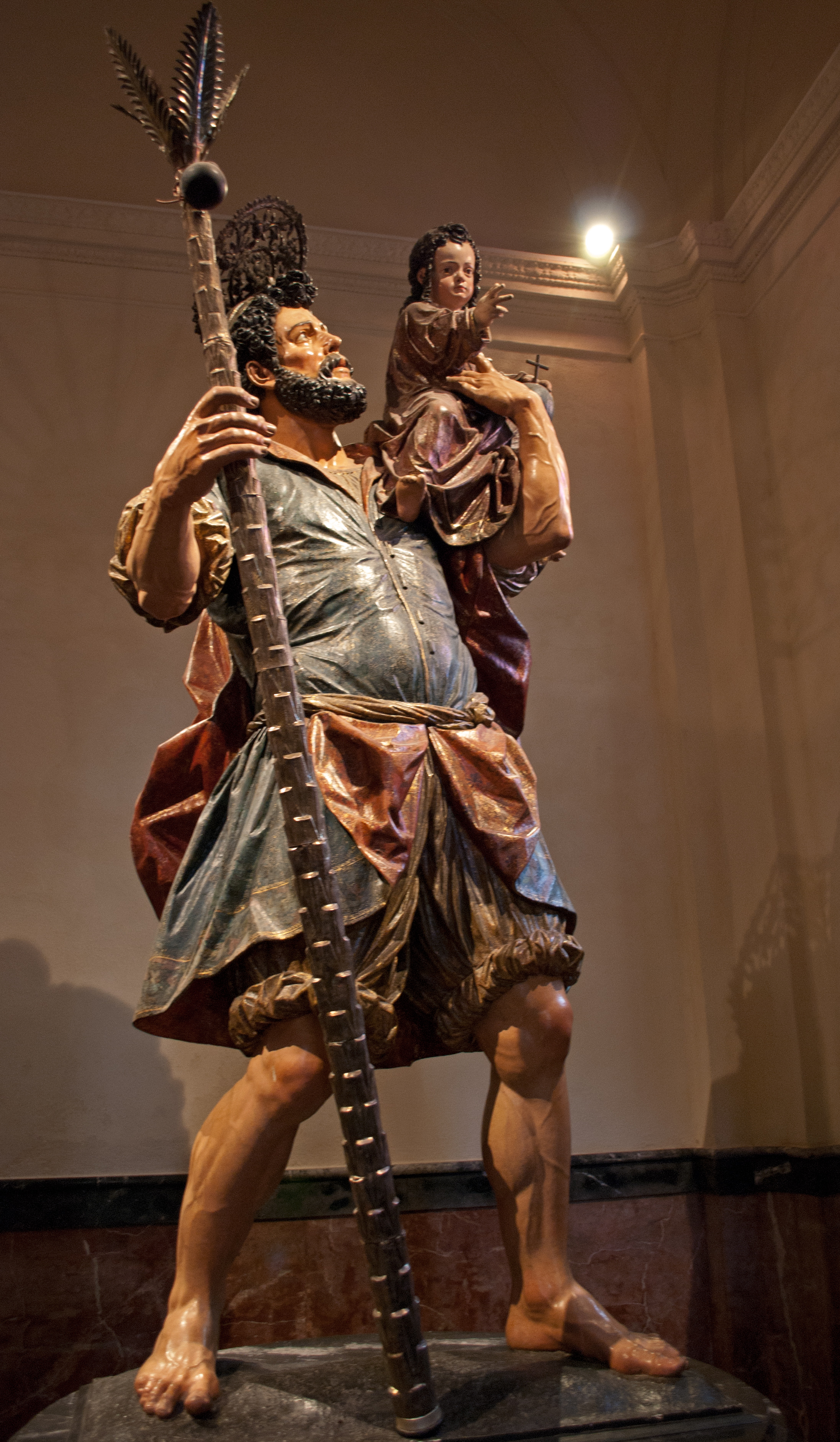
Святой Христофор. 1597. Дерево, роспись. Церковь Сан-Сальвадор, Севилья
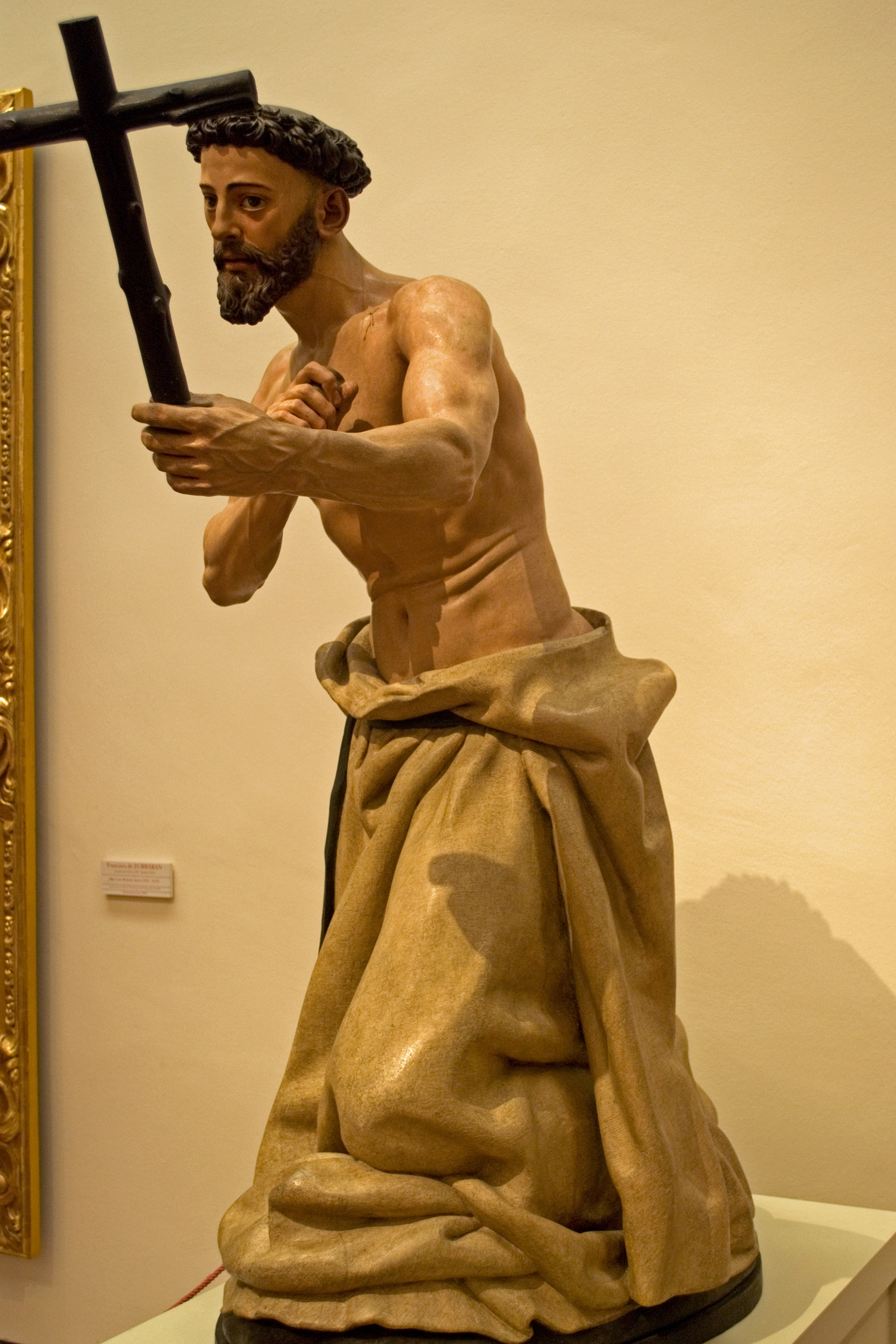
Mолящийся Святой Доминик. 1605. Дерево, роспись. Музей изящных искусств, Севилья
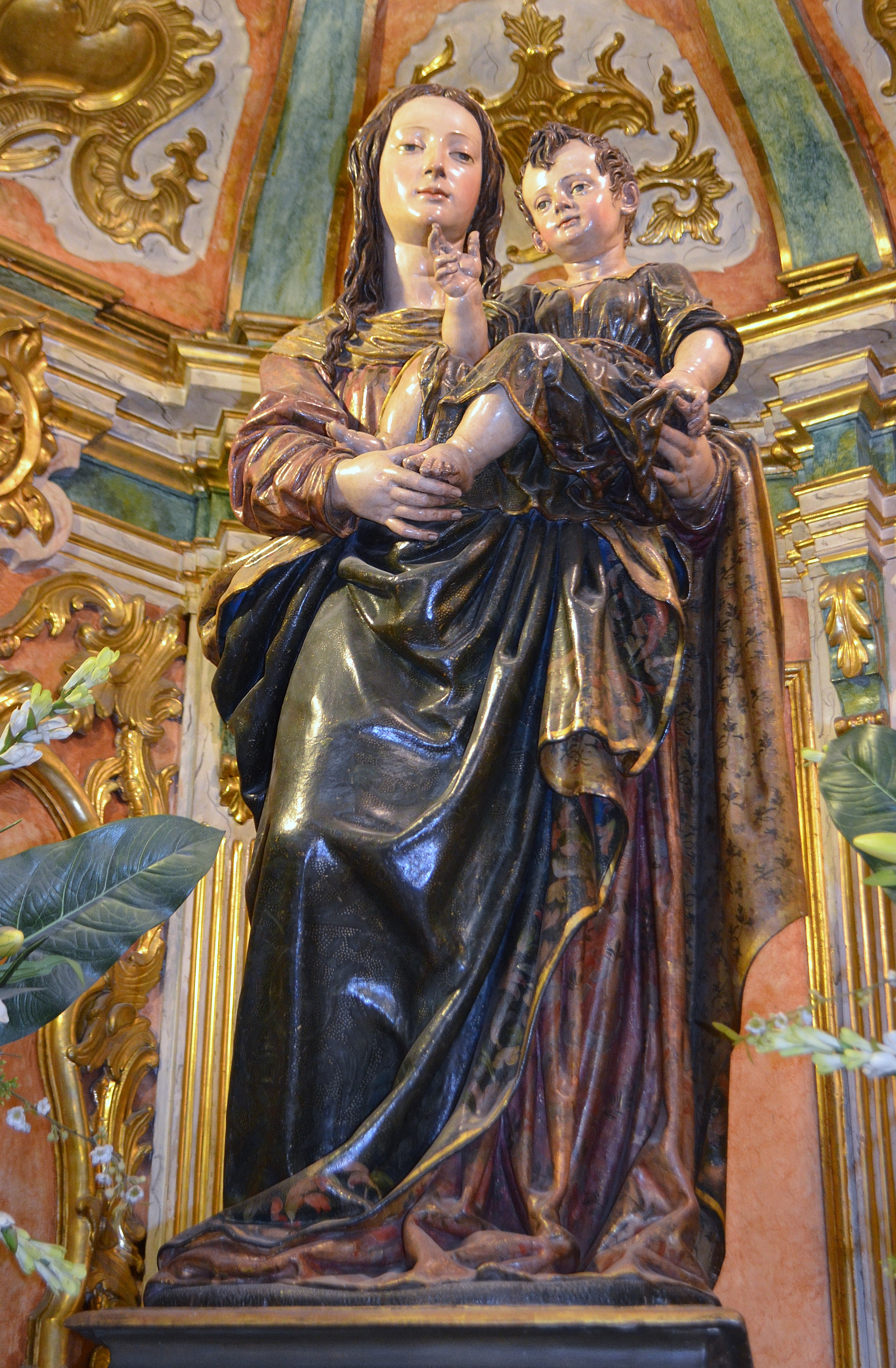
Дева Мария с Младенцем. 1616. Дерево, роспись. Собор Девы Марии, Уэльва, Андалусия
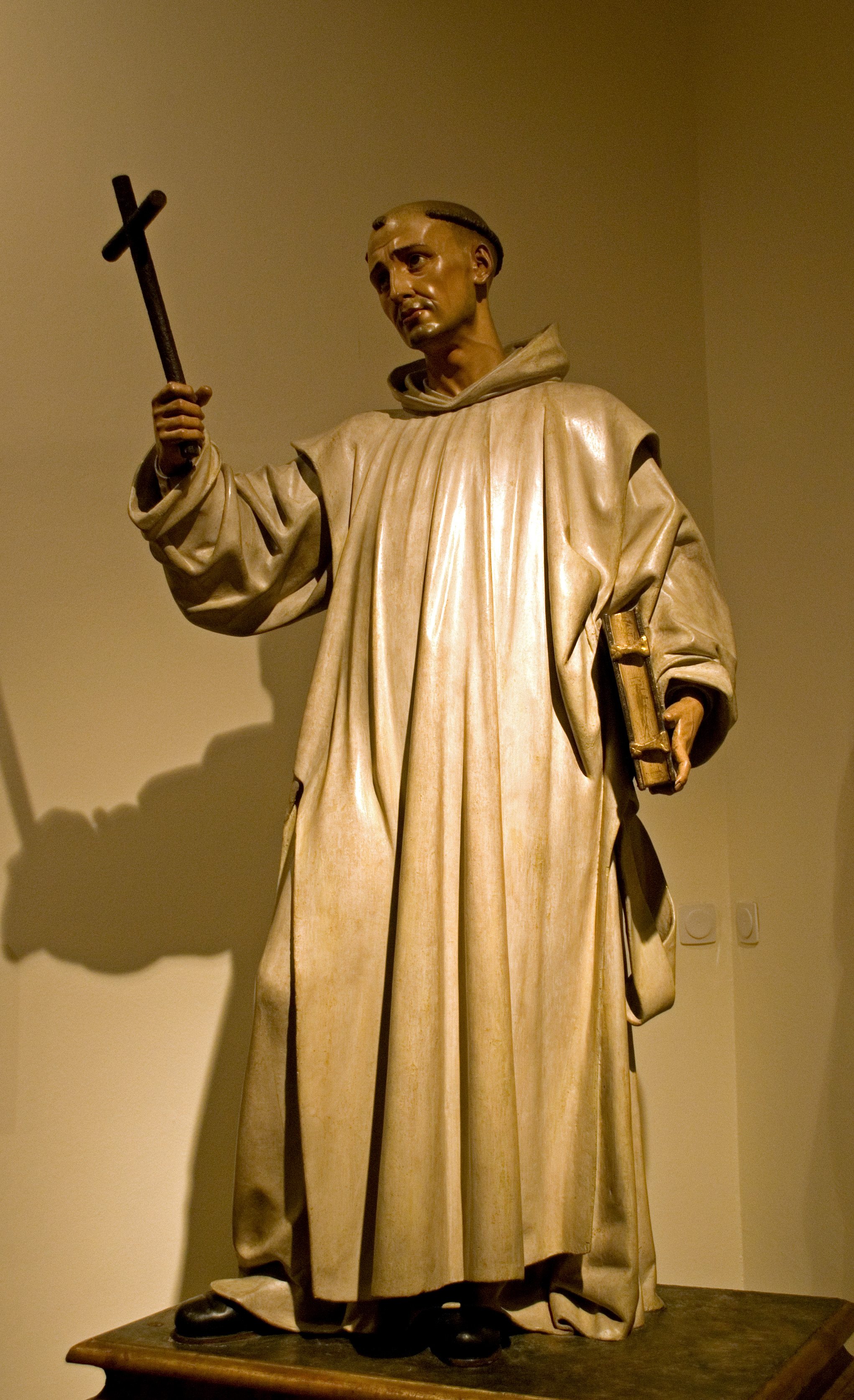
Святой Бруно. 1634. Дерево. Музей изящных искусств, Севилья
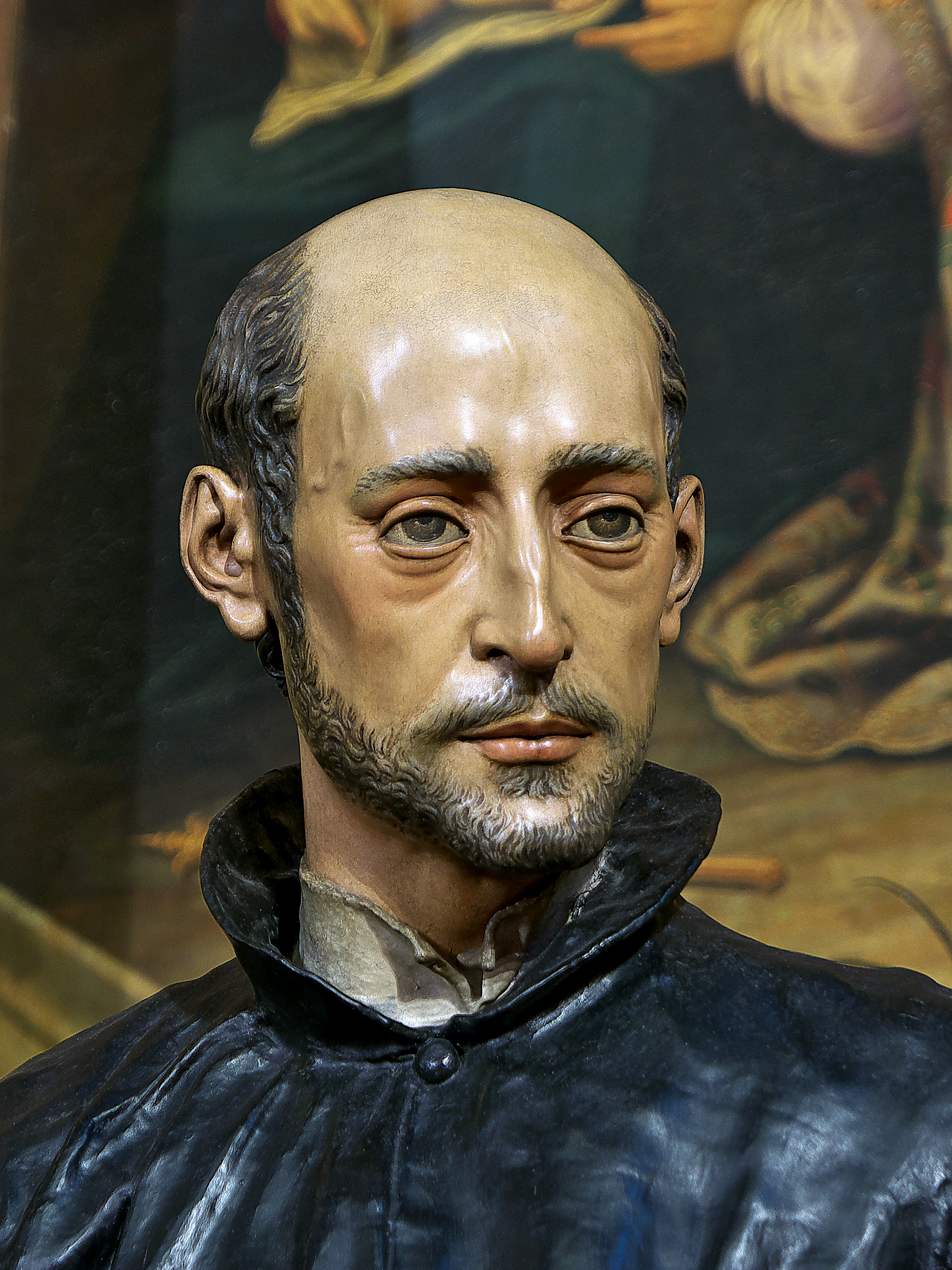
Святой Франсиск де Борха. 1624. Дерево, роспись
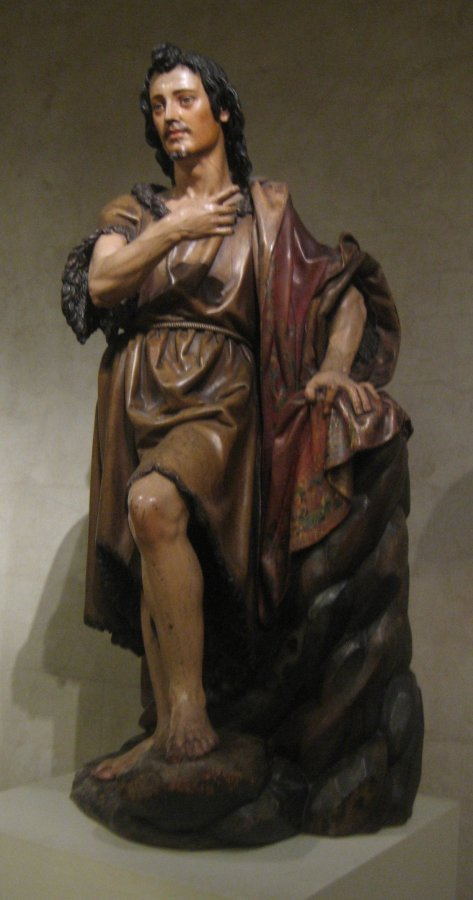
Святой Иоанн Креститель. Дерево, роспись. Метрополитен-музей, Нью-Йорк
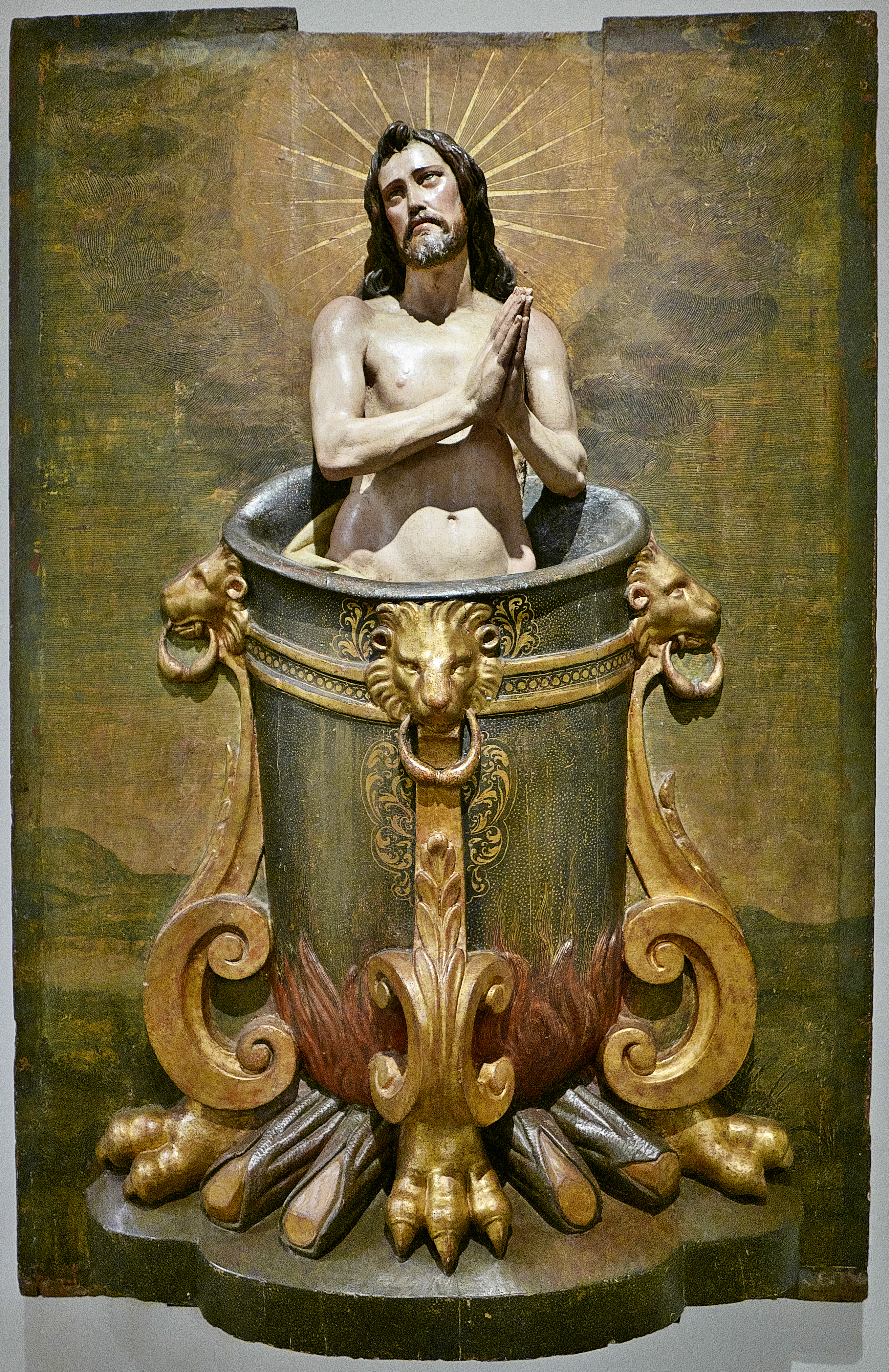
Святой Иоанн в чане с кипящим маслом. Часть ретабло. 1638. Дерево, роспись. Музей изящных искусств, Севилья
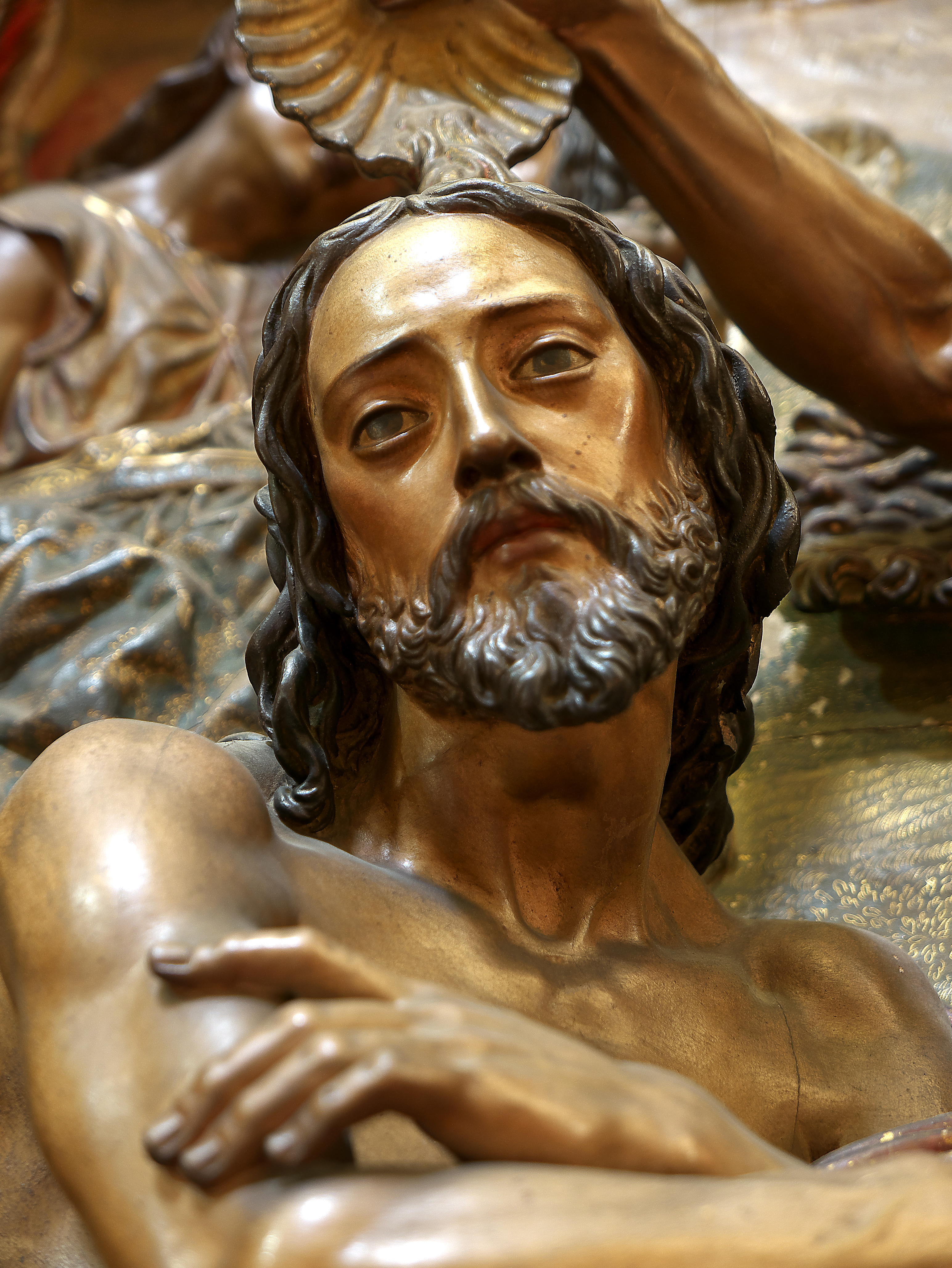
Крещение Иисуса. Деталь ретабло. Ок. 1610. Дерево, роспись. Церковь Благовещения, Севилья